# AE&T
Pour les articles homonymes, voir AET.
AE&T ou AET (Application Electronique Techniques) est une entreprise française située dans les Pyrénées-Atlantiques, dans la commune de Jurançon. Cette entreprise fabrique et fournit des équipements de sécurité, et principalement des avertisseurs optiques et sonores destinés à l'alerte et l'évacuation incendie dans le secteur industriel, notamment dans les zones à risque d’explosion.

## Historique
| Dates | Événements                                                       |
| ----- | ---------------------------------------------------------------- |
| 1976  | Fondation de l’entreprise.                                       |
| 1976  | Robert Joseph devient directeur.                                 |
| 1981  | Premier autre salarié de l’entreprise.                           |
| 1986  | Jean-Yves Joseph devient directeur.                              |
| 1987  | Le tunnel sous la Manche.                                        |
| 1990  | Locaux à Jurançon.                                               |
| 1994  | Illumination du Pont de Normandie.                               |
| 1997  | AE&T reçoit le trophée des As de l’entreprise en Béarn et Soule. |
| 1997  | Prix de la productique.                                          |
| 1999  | AE&T reçoit le trophée des As de l’entreprise en Béarn et Soule. |
| 2003  | Illumination de la Tour Eiffel,.                                 |
| 2003  | Trophée DCF de la semaine de performance commerciale.            |
| 2005  | Ouverture de l’entrepôt à Lons.                                  |
| 2005  | AE&T reçoit le trophée des As de l’entreprise en Béarn et Soule. |
| 2007  | Illumination de la Tour de Tbilissi.                             |
| 2011  | Illumination de la Makkah Clock Royal Tower                      |
| 2012  | Illumination du Palais des Congrès, Paris                        |
| 2015  | Réseau de sirènes PPI de Port Jérôme, Lillebonne (76)            |
| 2018  | ae&t lance son site marchand en ligne aet.fr                     |
| 2019  | ae&t rejoint le fabricant anglais e2s warning signals            |
| 2020  | ae&t reçoit le Trophée de l'innovation pour SmartVOX             |

AE&T fut fondée en 1976 par Robert Joseph. Cette petite entreprise vendait des lampes flash stockées dans son garage. En 1986, Robert Joseph partit à la retraite ; l’entreprise fut reprise par son fils Jean-Yves Joseph. Actuellement, Eric Greven est le Directeur général d'AE&T.

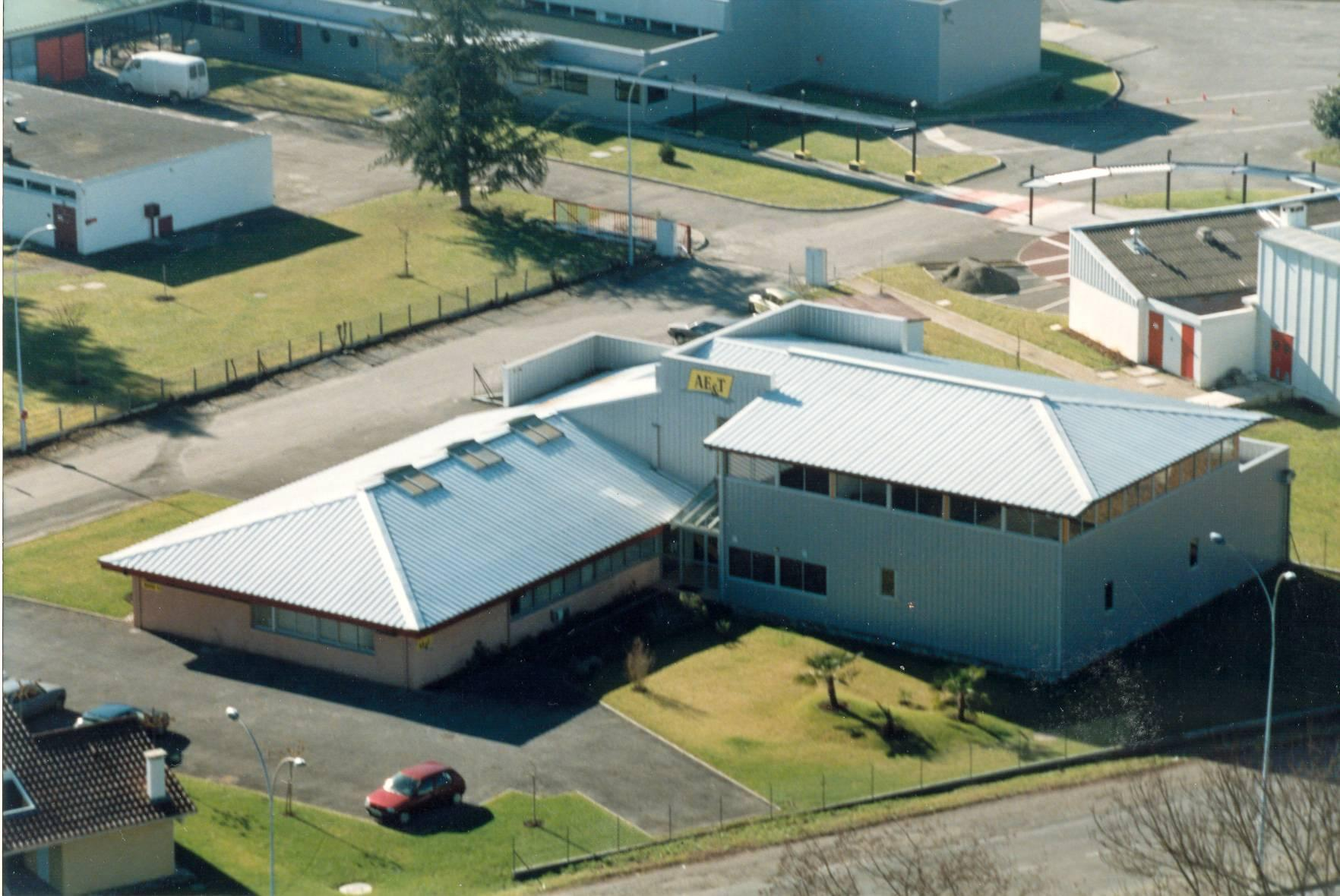
Les locaux d’AE&T vus depuis le ciel

Lorsqu’AE&T eut les moyens d'avoir plus d'employés, elle déménagea avenue Joliot-Curie située dans la zone industrielle de Jurançon.
En juin 2003, AE&T reçut la commande de son plus grand projet jusqu’alors : 20 000 feux à éclats
pour illuminer la Tour Eiffel.
AE&T a conçu spécialement pour cette occasion le feu flash quadro, d’une puissance de 10 joules et capable de résister aux conditions extrêmes, avec une longue durée de vie. Aujourd’hui encore, le scintillement de la tour est le fruit du travail d'AE&T,,,.
AE&T inaugura en 2005 un stock dans la commune de Lons afin de réduire les délais de livraison.

## Réalisations notables
- Scintillement de la tour Eiffel[1],[4],[5],[6]
- Sirènes de défaut et de danger pour la salle des machines du Queen Mary 2[5]
- Show lumineux pour le pavillon de la France à l’exposition universelle de Hanovre
- Illumination du tablier du pont de Normandie[2]
- Diverses animations lumineuses pour Eurodisney Paris
- Signalisation lumineuse durant plusieurs travaux de tunnels (tunnel sous la Manche, tunnel de Wuhase, tunnel Prado, tunnels Ouest Parisiens…)
- Alarmes sonores et optiques dans 16 centrales nucléaires EDF (Civaux, Chooz…)[11]
- Alarme évacuation incendie du palais des festivals de Cannes, du stade Louis II de Monaco
- Avertisseurs optiques et sonores sur le porte-avions Charles de Gaulle[5],[12]
- Toutes alarmes pour l’industrie automobile en France (Peugeot, Renault, Ford, Smart…)
- L’illumination de la tour de Tbilissi[8]en 2007
- L'illumination de la Makkah Clock Royal Tower[9]en 2009
- L'illumination et le scintillement du Palais des Congrès de Paris, Porte Maillot en 2012
- Réseau de sirènes PPI de forte puissance de la zone industrielle de Port Jérôme (Lillebonne) en 2015

## Secteurs d’activité

### Sécurité dans l'industrie
À l'international, AE&T vend plusieurs catégories de produits, garantissant la sécurité en milieu industriel, tels des lampes flash et sirènes d'alertes pour l'évacuation ou la signalisation. Certains de ces produits sont conformes à la règlementation ATEX pour pouvoir être utilisés dans des zones explosives. L'entreprise s'engage dans la prévention des risques et la protection de la vie des personnes travaillant sur des sites exposés ou vivant à proximité de ces sites. Il s'agit du cœur de métier de l'entreprise.

### Éclairage de monuments
Le  second fer de lance d’AE&T est la mise à disposition de son expertise en avertisseurs optiques pour l'éclairage de monuments, tels la tour Eiffel,,,, le pont de Normandie ou la tour de Tbilissi en Géorgie.

## L'équipe
AE&T est composée de commerciaux, à la fois sur le terrain et au siège, d'une équipe de marketing, d’un bureau d'étude technique et d'une équipe chargée de la préparation, de la programmation, du packaging et de l’expédition des produits dans toute la France et dans le monde entier depuis Lons : AE&T distribue ses produits en France et  Dom-Tom, en Espagne, au Portugal, en Italie, au Benelux, mais aussi en Afrique de l’Ouest, au Maroc, en Algérie et en Tunisie…